# Muhammad ibn Munqidh
Taj al-Dawla Naṣr al-Din Muḥammad ibn Abū l-ʿAsākir ibn Munqidh (... – 1157) fu l'ultimo emiro di Shayzar del casato dei Banu Munqidh. Divenne signore di Shayzar nel 1154, alla morte del padre ʿIzz al-Dīn Abū l-'Asākir Sulṭan ibn ʿIzz al-Dawla ibn Munqidh. Nel 1157, durante la cerimonia per la circoncisione dell'erede di Muḥammad, l'intera famiglia dell'emiro rimase schiacciata sotto le macerie della rocca di Shayzar, investita da un violento terremoto.